# Dying for Sex
Dying for Sex (Morir de placer en Hispanoamérica) es una miniserie estadounidense de comedia dramática creada por Elizabeth Meriwether y Kim Rosenstock, y protagonizada por Michelle Williams para FX on Hulu. La miniserie está basada en la serie de podcasts del mismo nombre de Nikki Boyer. Se estrenó el 4 de abril de 2025 en el canal FX y en el servicio de streaming Disney+.

## Sinopsis
Molly es diagnosticada con cáncer de mama metastásico en estado IV, y decide dejar a su esposo, Steve, para explorar por primera vez en su vida la amplitud y complejidad de sus deseos sexuales. Molly encuentra el valor para lanzarse a esta aventura gracias a su incondicional amiga Nikki, una mujer cuya lealtad y cariño hacen que cualquiera quiera levantar el teléfono y llamar a esa amiga de inmediato.

## Elenco y personajes

### Principales
- Michelle Williams como Molly
- Jenny Slate como Nikki

### Recurrente
- Rob Delaney como el Vecino Guy
- David Rasche como el Dr. Pankowitz
- Esco Jouléy como Sonya
- Jay Duplass como Steve
- Kelvin Yu como Noah
- Sissy Spacek como Gail

## Producción
En noviembre de 2023 se anunció que Michelle Williams había sido elegida para protagonizar la serie, que dirigirían Elizabeth Meriwether y Kim Rosenstock. En enero de 2024, se anunció que Jenny Slate se uniría al elenco. En abril de 2024, se anunció que Rob Delaney, David Rasche, Esco Jouléy, Jay Duplass, Kelvin Yu y Sissy Spacek se unieron al elenco recurrente.
El rodaje de la serie comenzó en marzo de 2024 en Nueva York.

## Lanzamiento
Dying for Sex se estrenó en FX on Hulu con sus ocho episodios el 4 de abril de 2025. La serie fue lanzada internacionalmente en la sección Star en Disney+.

## Episodios
| N.º | Título                          | Dirigido por   | Escrito por                                                              | Fecha de emisión original |
| --- | ------------------------------- | -------------- | ------------------------------------------------------------------------ | ------------------------- |
| 1   | «Good Value Diet Soda»          | Shannon Murphy | Historia de: Kim Rosenstock y Elizabeth Meriwether Guion: Kim Rosenstock | 4 de abril de 2025        |
| 2   | «Masturbation is Important»     | Chris Teague   | Sheila Callaghan                                                         | 4 de abril de 2025        |
| 3   | «Feelings Can Become Amplified» | Chris Teague   | Keisha Zollar                                                            | 4 de abril de 2025        |
| 4   | «Topping is a Sacred Skill»     | Shannon Murphy | Madeleine George                                                         | 4 de abril de 2025        |
| 5   | «My Pet»                        | Shannon Murphy | Harris Danow                                                             | 4 de abril de 2025        |
| 6   | «Happy Holidays»                | Shannon Murphy | Sasha Stewart y Sabrina Wu                                               | 4 de abril de 2025        |
| 7   | «You're Killing Me, Ernie»      | Shannon Murphy | Elizabeth Meriwether                                                     | 4 de abril de 2025        |
| 8   | «It's Not That Serious»         | Shannon Murphy | Kim Rosenstock                                                           | 4 de abril de 2025        |